# Lobobunaea falcatissima
Lobobunaea falcatissima är en fjärilsart som beskrevs av Pierre Claude Rougeot 1962. Lobobunaea falcatissima ingår i släktet Lobobunaea och familjen påfågelsspinnare. Inga underarter finns listade i Catalogue of Life.